# クローバー・シリーズ 純潔
『クローバー・シリーズ 純潔』（ - じゅんけつ）は、南沙織2枚目のコンパクト盤。1972年12月5日発売。発売元はCBSソニー。規格品番: SOLE-12。

## 解説
CBSソニーから発売されていたA面2曲、B面2曲、計4曲を収録したコンパクト盤『クローバー・シリーズ』の南沙織盤第2弾。
シングル2曲、洋楽カバー2曲で構成されている。
見開き型となっており、開くと4曲の歌詞が掲載されている。
裏にはシングル『純潔』『ともだち』のジャケット、アルバム『哀愁のページ』『純潔／ともだち』のジャケットが掲載されている。
ジャケットにはアルバム『哀愁のページ』の別ショットが使用されている。

## 収録曲

### Side A
1. 純潔
  - 作詞: 有馬三恵子、作曲・編曲: 筒美京平
2. 小さな愛の願い
  - 作詞・作曲: Carole King, Toni Stern
  - アルバム『哀愁のページ』から収録。

### Side B
1. ともだち
  - 作詞: 有馬三恵子、作曲・編曲: 筒美京平
2. 気になる女の子
  - 作詞・作曲: Michael Morgan, John Hoier、編曲: 葵まさひこ
  - アルバム『純潔／ともだち』からの収録。

## 関連作品
- 『南沙織 クローバー・シリーズ』

クローバー・シリーズ 17才
クローバー・シリーズ 早春の港
クローバー・シリーズ 色づく街
クローバー・シリーズ バラのかげり / ひとかけらの純情
クローバー・シリーズ 夜霧の街 / 夏の感情
クローバー・シリーズ 17才 / 純潔
クローバー・シリーズ 想い出通り / 女性
クローバー・シリーズ 色づく街 / 哀愁のページ
シンシアのクリスマス
クローバー・シリーズ ひとねむり / 人恋しくて